# Konrad Gießmann
Konrad Gießmann (* 1951) ist ein deutscher Politiker (CDU). Er war von 2006 bis 2018 Landrat des Landkreises Gotha, nachdem er dieses Amt bereits seit 2005 kommissarisch ausgeübt hatte.

## Leben

### Ausbildung und Beruf
Gießmann wurde 1951 als zweiter Sohn einer Handwerkerfamilie geboren. Nach Abschluss der zehnten Klasse begann er 1968 im Gummikombinat Thüringen-Waltershausen eine Ausbildung zum Facharbeiter für Gummi und Asbest mit Abitur. Nach Absolvierung des Grundwehrdienstes studierte er ab 1973 Werkstoffeinsatz an der Technischen Hochschule Merseburg und schloss das Studium 1977 als Diplom-Ingenieur für Werkstofftechnik ab. Gießmann arbeitete nun bis 1990 als Werkstoffprüfingenieur im Gummikombinat Thüringen-Waltershausen. Anschließend war er im Unternehmen bis 1994 Leiter des Bereiches Prüfwesen.
Gießmann ist verheiratet und hat einen Sohn.

### Politische Karriere
Gießmann politische Karriere begann in der Liberal-Demokratischen Partei Deutschlands. 1990 wurde er als Parteiloser auf der Liste der CDU in den Kreistag des Landkreises Gotha gewählt. 1992 trat er schließlich der CDU bei. Im Kreistag fungierte er als Fraktionsvorsitzender der CDU-FDP-Fraktion und wurde 1994 Zweiter Beigeordneten. Dieses Amt übte er bis 2000 aus. Im November 2000 wurde er zum Ersten Beigeordneten des Landkreises Gotha gewählt. Als Erster Beigeordneter übte Gießmann vom 13. Mai 2005 bis zum 30. Juni 2006 die Amtsgeschäfte des Landrates aus, da der bisherige Amtsinhaber Siegfried Liebezeit (SPD) suspendiert worden war. Nachdem Gießmann am 21. Mai 2006 in einer Stichwahl zum neuen Landrat des Landkreises Gotha gewählt wurde, erfolgte am 1. Juli 2006 seine Amtseinführung. Am 22. April 2012 erfolgte mit 63,6 % der abgegebenen Stimmen seine Wiederwahl. Zur Wahl 2018 durfte er aus Altersgründen nicht mehr antreten. Sein Nachfolger wurde Onno Eckert.